# Joseph Truman
Joseph Truman (Petersfield, 14 februari 1997) is een Engels baanwielrenner, gespecialiseerd in de individuele en teamsprint. Hij won in 2018 een zilveren medaille op de teamsprint tijdens de Gemenebestspelen.

## Palmares
| Jaar     | BK                   | EK                                 | WK          | Overig                                          |
| Junioren | Junioren             | Junioren                           | Junioren    | Junioren                                        |
| -------- | -------------------- | ---------------------------------- | ----------- | ----------------------------------------------- |
| 2015     |                      | teamsprint                         |             |                                                 |
| Beloften |                      |                                    |             |                                                 |
| 2016     |                      | teamsprint · 1km tijdrit           |             |                                                 |
| 2017     |                      | teamsprint · 1 km tijdrit · sprint |             |                                                 |
| Elite    |                      |                                    |             |                                                 |
| 2016     |                      | teamsprint                         |             | WB Glasgow: teamsprint WB Apeldoorn: teamsprint |
| 2017     | teamsprint           |                                    |             |                                                 |
| 2018     | 1km tijdrit · keirin |                                    | teamsprint  | Gemenebestspelen: · teamsprint                  |
| 2019     | sprint · keirin      |                                    |             | Europese Spelen: · teamsprint                   |
| 2020     | keirin               |                                    |             |                                                 |
| 2021     |                      |                                    |             |                                                 |
| 2022     | keirin · sprint      |                                    |             | Gemenebestspelen: · teamsprint                  |
| 2023     |                      |                                    |             |                                                 |
| 2024     |                      |                                    | 1km tijdrit |                                                 |